# (4785) Petrov
(4785) Petrov es un asteroide perteneciente al cinturón de asteroides, descubierto el 17 de diciembre de 1984 por Liudmila Karachkina desde el Observatorio Astrofísico de Crimea (República de Crimea).

## Designación y nombre
Designado provisionalmente como 1984 YH1. Fue nombrado Petrov en homenaje al compositor ruso contemporáneo Andrey Pavlovich Petrov.

## Características orbitales
Petrov está situado a una distancia media del Sol de 2,666 ua, pudiendo alejarse hasta 2,827 ua y acercarse hasta 2,504 ua. Su excentricidad es 0,060 y la inclinación orbital 2,675 grados. Emplea 1590 días en completar una órbita alrededor del Sol.

## Características físicas
La magnitud absoluta de Petrov es 13,5.